# Puyung (Jonggat)
Puyung is een bestuurslaag in het regentschap Centraal-Lombok van de provincie West-Nusa Tenggara, Indonesië. Puyung telt 11.009 inwoners (volkstelling 2010).